# Parque Avenida Pelinca
Parque Avenida Pelinca, Parque Pelinca ou simplesmente Pelinca, é um bairro nobre da zona central da cidade fluminense de Campos dos Goytacazes, Rio de Janeiro, Brasil.

## História e características
O bairro surgiu a partir de uma chácara que pertencia a um padre, o Cônego Luiz Ferreira Nobre Pelinca (Padre Doutor). A chácara ficava localizada onde hoje está localizado o bairro, que é um grande centro de  compras da cidade.
Em dois de abril de 1876 o.padre tomou posse como vigário da Matriz de São Salvador dos Campos dos Goitacazes tendo a seu cargo as Freguesias de São Benedito e Santa Rita da Lagoa de Cima. O mesmo exerceu o vicariato até 16 de agosto de 1895 quando se incompatibilizou com o Bispo D. Francisco do Rego Maia, pelo qual muito se esforçara para que fosse para Campos dos Goytacazes. Em Campos/RJ prestou serviços à S.C.M e deram seu nome a uma das vias públicas centrais.
A partir do final da década de 70 a região começou a crescer como centro comercial, porém o ponta pé inicial se deu pela construção do Colégio João XXIII, que mais tarde se tornaria o Parquecentro.
Atualmente a população do bairro esta em torno dos 15 000 habitantes ou mais; ali encontram-se universidades públicas e privadas, grandes hospitais, três shopping centers mais centros comerciais. Nas últimas décadas, o bairro vem atraindo empreendimentos imobiliários para as classes alta e média alta chamando a atenção de grandes construtoras do Grande Rio e até de outros estados, devido à praticidade do bairro e seu entorno. Porém, apesar da agressiva verticalização e aumento da população, os investimentos públicos não acompanham. Considerado nobre e altamente comercial, o bairro carece de melhor urbanização e instrumentos públicos de lazer, já que o bairro não possui uma grande praça, sofre com mau odor de seus bueiros e tradicionais alagamentos em alguns pontos.  

## Transporte
Principais ruas e do bairro são:
- Avenida Pelinca
- Rua Voluntários da Pátria
- Avenida Vinte e Oito de Março
- Rua Barão de Miracema
- Rua Tenente Coronel Cardoso
- Rua Conselheiro José Fernandes